# Pacto de Aço
O Pacto de Aço, oficialmente Pacto de Amizade e Aliança entre Alemanha e Itália, foi um acordo entre os governos da Itália fascista e da Alemanha nazista, firmado em 22 de maio de 1939, por Galeazzo Ciano e Joachim von Ribbentrop.
O pacto era de aliança em caso de ameaças internacionais; de ajuda imediata e suporte militar em caso de guerra, além disso, nenhuma das partes poderia firmar paz sem o consentimento da outra; e de colaboração na produção bélica e em campo militar. O Pacto teve inicialmente a validade de dez anos.
O Pacto de Aço era fundado sobre a suposição de que a guerra seria levada a cabo em cerca de três anos. Quando a Alemanha iniciou o conflito em setembro de 1939, a Itália ainda não estava pronta para entrar em guerra, e teve dificuldades para cumprir suas obrigações; o que a levou a entrar em conflito em junho de 1940, com uma invasão falhada à França meridional. Alguns membros do governo italiano, incluindo o signatário, Ciano, opuseram-se ao pacto.